# 弗莱明·贝森巴赫
弗莱明·贝森巴赫（丹麥語：Flemming Besenbacher，1952年10月4日—），出生於丹麦霍森斯的科学家，畢業及任職於奥胡斯大学，主要研究範疇為纳米科技。他是丹麦皇家科学院院士，2013年当选为中国科学院外籍院士。